# Dicranomyia (Dicranomyia) pertruncata
Dicranomyia (Dicranomyia) pertruncata is een tweevleugelige uit de familie steltmuggen (Limoniidae). De soort komt voor in het Neotropisch gebied.